# 241529 Roccutri
241529 Roccutri este un asteroid din centura principală de asteroizi.

## Descriere
241529 Roccutri este un asteroid din centura principală de asteroizi. A fost descoperit pe 10 februarie 2010 în Statele Unite, în cadrul programului WISE. Asteroidul prezintă o orbită caracterizată de o semiaxă mare de 3,16 ua, o excentricitate de 0,21 și o înclinație de 19,3° în raport cu ecliptica.